# Instituto de Ciencias Sociales, Económicas y Políticas
El Instituto de Ciencias Sociales, Económicas y Políticas (Institut des sciences sociales, économiques et politiques, ISSEP, en idioma francés) es una institución político-académica de educación superior, centrada en la promoción de ideologías ultraderechistas. Su sede principal está ubicada en Lyon (Francia), y desde 2020, cuenta con una sede autónoma en Madrid.
ISSEP Lyon fue cofundado por la política francesa Marion Maréchal, nieta de Jean-Marie Le Pen, sobrina de Marine Le Pen y entonces militante de Reconquête. Maréchal fue directora general del centro de estudios hasta el 2022.
Las enseñanzas y titulaciones emitidas por el ISSEP no están acreditadas como formación universitaria en ningún país y, por tanto, carecen de valor en el Espacio Europeo de Educación Superior.

## Historia

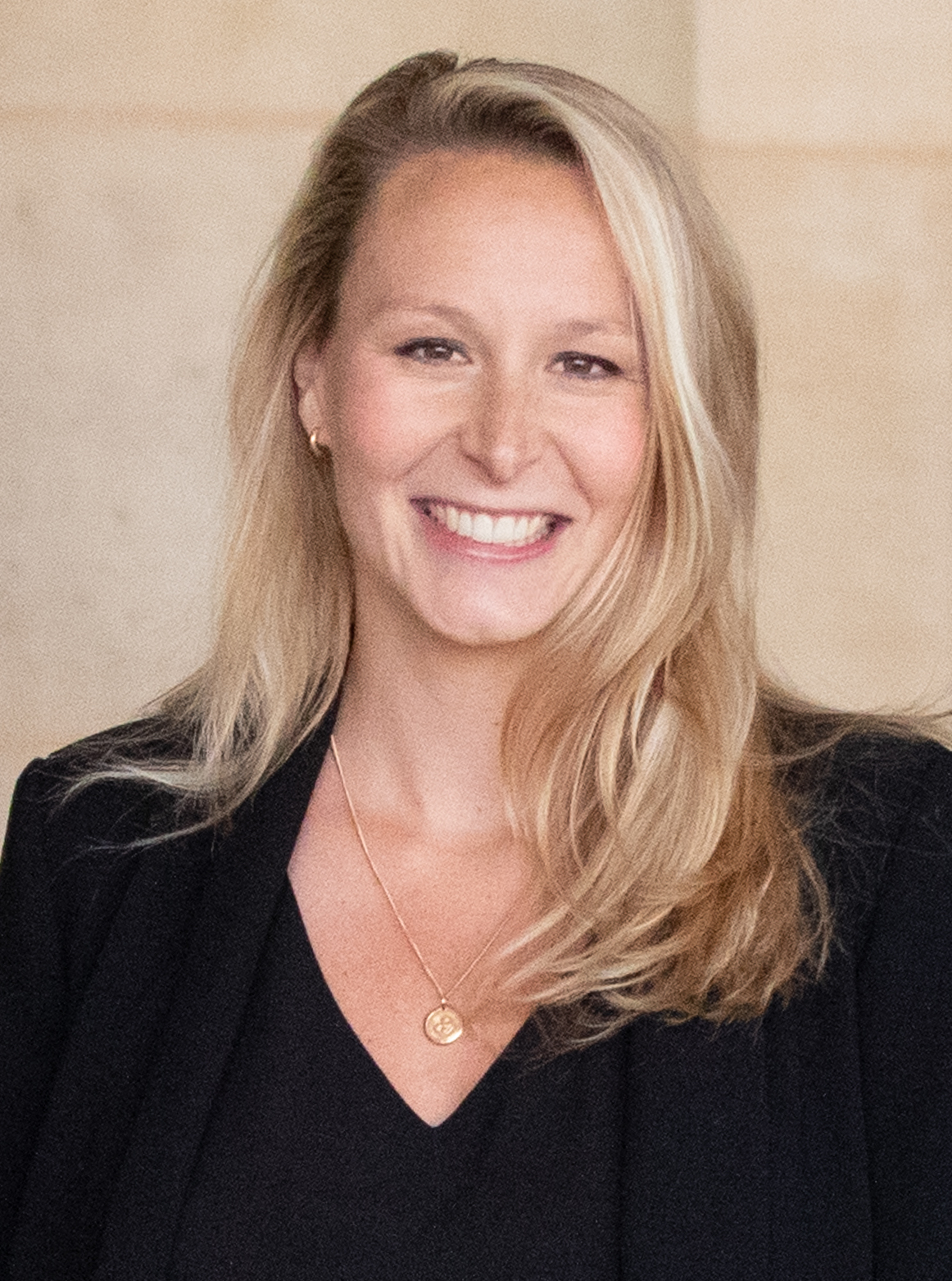
Marion Maréchal, cofundadora

Marion Maréchal fundó el instituto junto con Thibaut Monnier, miembro de la Agrupación Nacional y con Sylvain Roussillon.
Se registró el 30 de octubre de 2017 con domicilio social en Saint-Étienne, pero sus instalaciones se encuentran en el distrito Confluence de Lyon.

## Educación y financiación
ISSEP Lyon ofrece un curso de dos años, el máster en "Ciencias políticas y gestión de proyectos", abierto a estudiantes que hayan validado un diploma Bac + 3 o Bac + 4. También ofrece un programa de formación continua durante los fines de semana.

## Personalidades vinculadas a la escuela y grupos de interés
En el organigrama del "consejo científico" hay unas cuarenta figuras ultraconservadoras y ultraderechistas, incluido el ensayista Jacques de Guillebon (copresidente), el político y profesor Patrick Louis, el geopolitólogo Pascal Gauchon, el escritor Yves-Marie Adeline, el filósofo Thibaud Collin o el profesor de Derecho Guillaume Drago. También cuenta con personalidades extranjeras como el profesor estadounidense Paul Gottfried y el británico Raheem Kassam.  El profesorado incluye al historiador Jean Étèvenaux, los historiadores del derecho Jean-Luc Coronel de Boissezon y Philippe Pichot-Bravard, el periodista Frédéric Pons o antiguos altos oficiales del ejército como el ex general Bertrand de La Chesnais.

## Creación de ISSEP Madrid
En octubre de 2020, tras varias reuniones, ISSEP Lyon abrió una sede en Madrid, pasando a llamarse ISSEP Madrid, centro de estudios, que opera de forma independiente en formato y forma al francés, y diseñado para formar a una generación de líderes ultraderechistas infiltrados en la política y la sociedad civil. 
ISSEP Madrid tiene al frente de su patronato como presidente a Miguel Menéndez Piñar, neofranquista y nieto de Blas Piñar, mientras que el filósofo Miguel Ángel Quintana Paz ejerce como director académico.
Entre los cerca de cien profesores que pasan por sus aulas destacan las figuras del exministro del Interior Jaime Mayor Oreja, el presidente de la Liga Española de Fútbol Javier Tebas, el empresario Luis del Rivero, el militar Pedro Baños Bajo, el escritor y periodista Kiko Méndez-Monasterio, el empresario Julio Ariza, el periodista José Javier Esparza, los exdiputados Alejo Vidal Cuadras, Toni Cantóy Juan Carlos Girauta, varios diputados nacionales, el eurodiputado de Vox Jorge Buxadé, el poeta y columnista Enrique Gárcia-Máiquez, el Doctor en Historia José Luis Orella, el periodista Hughes, el jurista y abogado Santiago Milans del Bosch, la Doctora en Filosofía Mariona Gúmpert, el Catedrático y doctor en Historia Medieval Alejandro Rodríguez de la Peña, el director de asuntos públicos, y creador del pódcast Extremo Centro, Pedro Herrero Mestre, la profesora de Filosofía y de Bioética Elena Postigo Solana, entre otros.

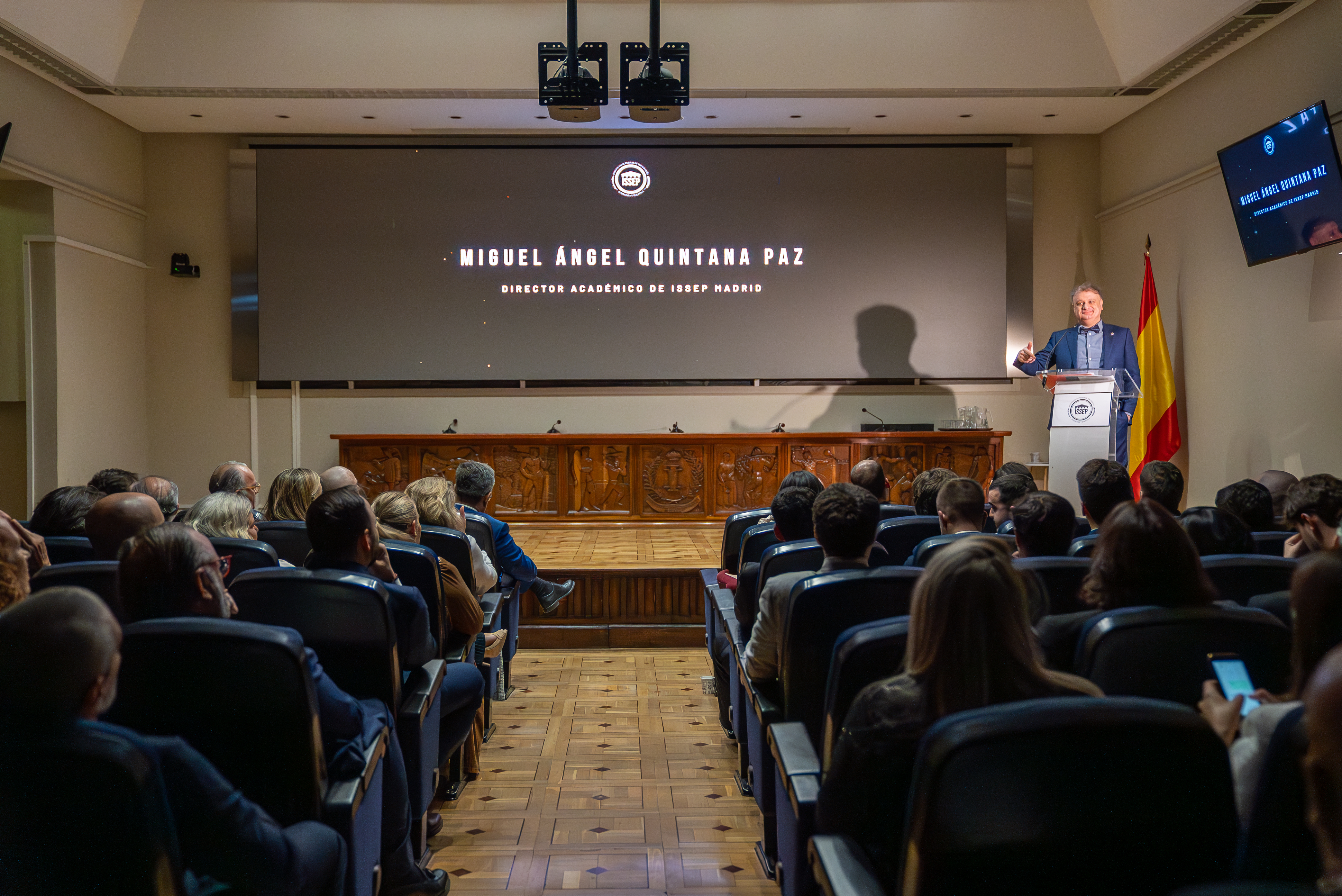
Miguel Ángel Quintana Paz durante la ceremonia de graduación de ISSEP Madrid

Entre sus programas se encuentran los siguientes programas de Liderazgo:
- Programa de Liderazgo y Gobierno:[27] Dirigido a jóvenes con altas capacidades y vocación de liderazgo. Durante nueve meses reciben una formación que abarca desde materias humanísticas -Filosofía, Historia- hasta otras técnicas como Geopolítica, Comunicación o Economía.

- Programa Ejecutivo de Liderazgo y Gobierno:[28] Profesionales cualificados asisten a clases impartidas por profesores de reconocido prestigio. Su alumnado suele estar integrado por dirigentes y ejecutivos de compañías, diputados, asesores políticos, periodistas y alumnos de altos perfiles.

- Programa Avanzado de Liderazgo y Gobierno:[29] Tras superar alguno de los cursos anteriores de ISSEP Madrid, los alumnos tienen la oportunidad de matricularse en este programa.

Todos los programas que imparte ISSEP Madrid están compuestos por los bloques de Historia, Filosofía, Geopolítica, Economía, Derecho, Gestión y Comunicación.
Además, en 2021, ISSEP Madrid sumó a su oferta educativa el Curso de Derecho Mercantil IJED, destinado a abogados en ejercicio y cuyos profesores son, en su totalidad, jueces y magistrados de lo mercantil.
En septiembre de 2023, con motivo de su primer curso de verano, ISSEP Madrid organizó las jornadas “La nación: pasado, presente y futuro”, que se celebraron en Segovia, con la asistencia de un centenar de inscritos y financiadas por la Fundación Siglo, dependiente de la Consejería de Cultura de la Junta de Castilla y León. En dichas jornadas los ponentes hablaron del pasado, presente y futuro de la nación española.
Al ser una entidad de formación privada, ninguno de sus títulos tiene reconocimiento legal en España, Francia o en el Espacio Europeo de Educación Superior.

## ISSEP Lyon en otros países
ISSEP Lyon también anunció una asociación con la Universidad Estatal de San Petersburgo (Rusia) y con la Universidad del Espíritu Santo de Kaslik (Líbano).